# Mistrato
Mistrato là một khu tự quản thuộc tỉnh Risaralda, Colombia. Thủ phủ của khu tự quản Mistrato đóng tại Mistrato Khu tự quản Mistrato có diện tích 690 ki lô mét vuông. Đến thời điểm ngày 28 tháng 5 năm 2005, khu tự quản Mistrato có dân số 14039 người.